# Snookerweltmeisterschaft 1929
Die Snookerweltmeisterschaft 1929 fand an verschiedenen Austragungsorten während der Saison statt. Das Finale wurde im März 1929 in der Lounge Billiard Hall in Nottingham, England gespielt.
Das Teilnehmerfeld bestand nur aus 5 Spielern. Titelverteidiger war Joe Davis, der auch zum dritten Mal nach 1927 und 1928 Sieger wurde. Der Pokal wurde von Tinsley Lindley im Auftrag des BACC überreicht. Zum ersten Mal wurde die Weltmeisterschaft im Hinterzimmer des Pubs, der Tom Dennis gehörte, ausgetragen. Auf dem eigenen Tisch zu spielen, half Dennis jedoch nicht. Er verlor das Finale 14:19 gegen Davis.

## Austragungsorte
| Datum                 | Spieler                       | Austragungsort                   |
| --------------------- | ----------------------------- | -------------------------------- |
| 17.–22. Dezember 1928 | Tom Dennis vs. Kelsall Prince | Town Hall, Loughborough          |
| 21.–24. Januar 1929   | Fred Lawrence vs. Alec Mann   | Camcins Hall, Birmingham         |
| 27.–30. Januar 1929   | Joe Davis vs. Fred Lawrence   | Camcins Hall, Birmingham         |
| 4.–7. März 1929       | Joe Davis vs. Tom Dennis      | Lounge Billiard Hall, Nottingham |

## Hauptrunde
| Runde 1 Best of 25 Frames | Runde 1 Best of 25 Frames |    |  | Halbfinale Best of 25 Frames | Halbfinale Best of 25 Frames |  |           | Finale Best of 37 Frames | Finale Best of 37 Frames |
|                           |                           |    |  |                              |                              |  |           |                          |                          |
| Alec Mann                 | 12                        |    |  | Joe Davis                    | 13                           |  |           |                          |                          |
| Fred Lawrence             | 13                        |    |  | Fred Lawrence                | 10                           |  |           |                          |                          |
|                           |                           |    |  |                              |                              |  | Joe Davis | 19                       |                          |
|                           | Tom Dennis                | 14 |  |                              |                              |  |           |                          |                          |
|                           |                           |    |  | Tom Dennis                   | 14                           |  |           |                          |                          |
|                           |                           |    |  | Kelsall Prince               | 6                            |  |           |                          |                          |

## Finale
| Finale: Best of 37 Frames Lounge Billiard Hall, Nottingham, England, 4.–7. März 1929 |       |            |
| Joe Davis                                                                            | 19:14 | Tom Dennis |
| Tag 1 – 4. März 1929: 70:34, 57:58, 95:4, 68:56,71:24, 92:54, 47:56, 80:54           |       |            |
| Tag 2 – 5. März 1929: 64:48, 83:22, 32:59, 29:50, 52:63, 75:29, 38:68, 105:15        |       |            |
| Tag 3 – 6. März 1929: 73:51, 51:62, 50:62, 44:81, 73:41, 59:34, 100:42, 24:50        |       |            |
| Tag 4 – 7. März 1929: 56:57, 52:41, 45:78, 87:18,98:16, 82:45, 63:32, 41:61, 38:70   |       |            |

Höchste Breaks
| Joe Davis  | 61, 46, 45 |
| Tom Dennis | 43, 35, 28 |